# Alpinské vrásnění

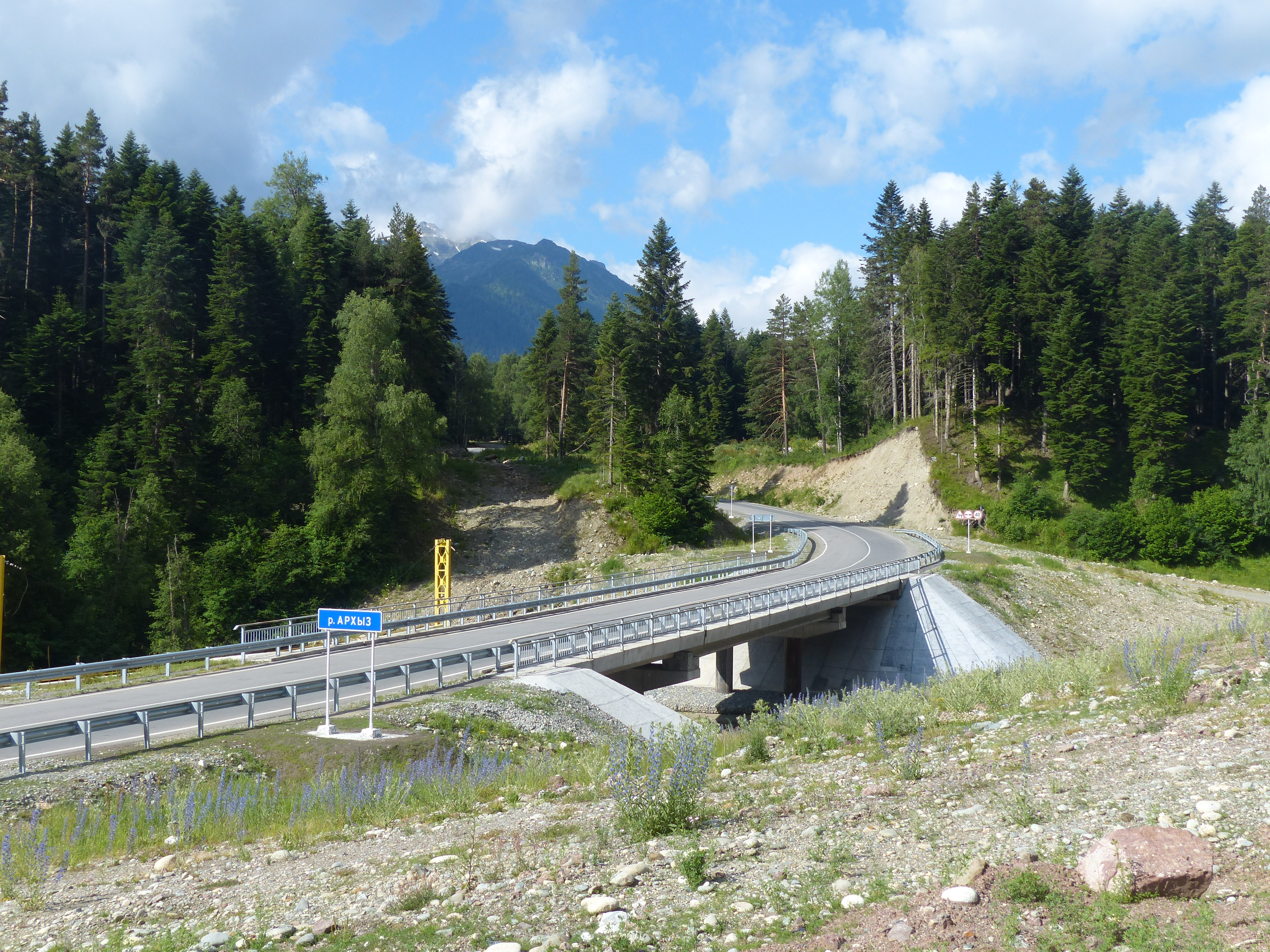
Silnice ve Velkém Kavkazu, v pozadí je vidět zářez, kterým se zařezává do stále se pohybujícího masivu

Alpinské vrásnění je horotvorný proces probíhající v severní Africe, Evropě a Asii, který začal koncem druhohor v křídě (tedy před 145–65 miliony let) a pokračuje přes celé třetihory a čtvrtohory dodnes. Tímto procesem vznikla horstva alpsko-himálajského systému, mezi nimiž jsou nejvyšší pohoří planety Země.
Vrásnění bylo způsobeno pohybem tektonických desek bývalého superkontinentu Gondwany, konkrétně desky africké, arabské a indické, k severu, kde narážely na desky eurasijské. Teprve v tomto období byly k Evropě připojeny její jižní části. Arabská deska oddělila z východu část někdejšího oceánu Tethys a vzniklo Středozemní moře, které se naopak na západě otevřelo do nedávno vzniklého Atlantského oceánu. Indická deska, která původně přiléhala k jihovýchodní Africe, se spolu s Madagaskarem asi před 70 milióny let utrhla a postupovala poměrně rychle k severovýchodu. Madagaskar se po čase osamostatnil a zůstal u Afriky, Indie v pohybu pokračovala. Před ní mizel zbytek oceánu Tethys, za ní vznikal Indický oceán. Když se Indie přiblížila k Asii, rozkládalo se mezi nimi Tibetské moře, jehož dno bylo později vyzdviženo jako Himálaj. Indie se srazila s Eurasií asi před 50 milióny let.